# St. Marien (Triptis)

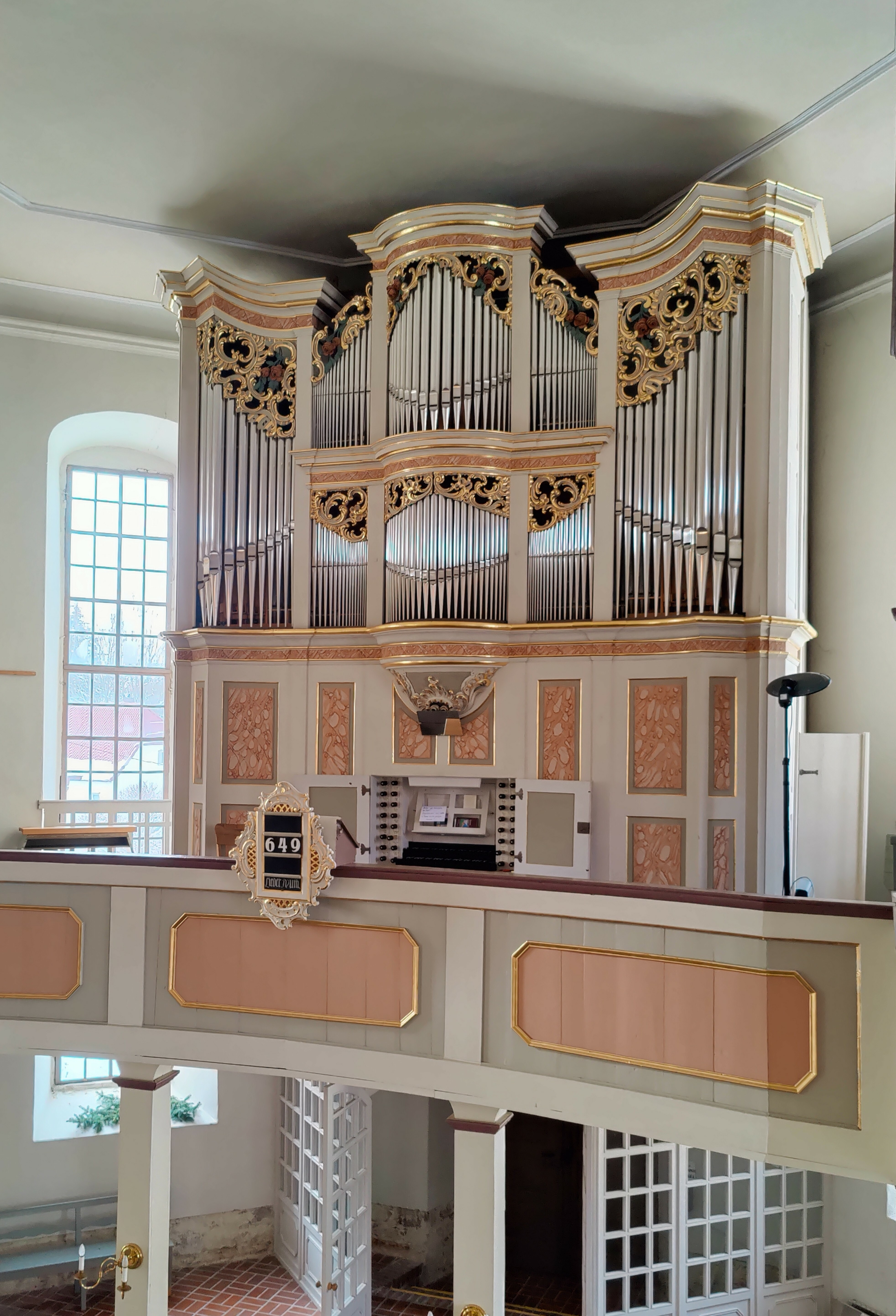
Trampeli-Orgel

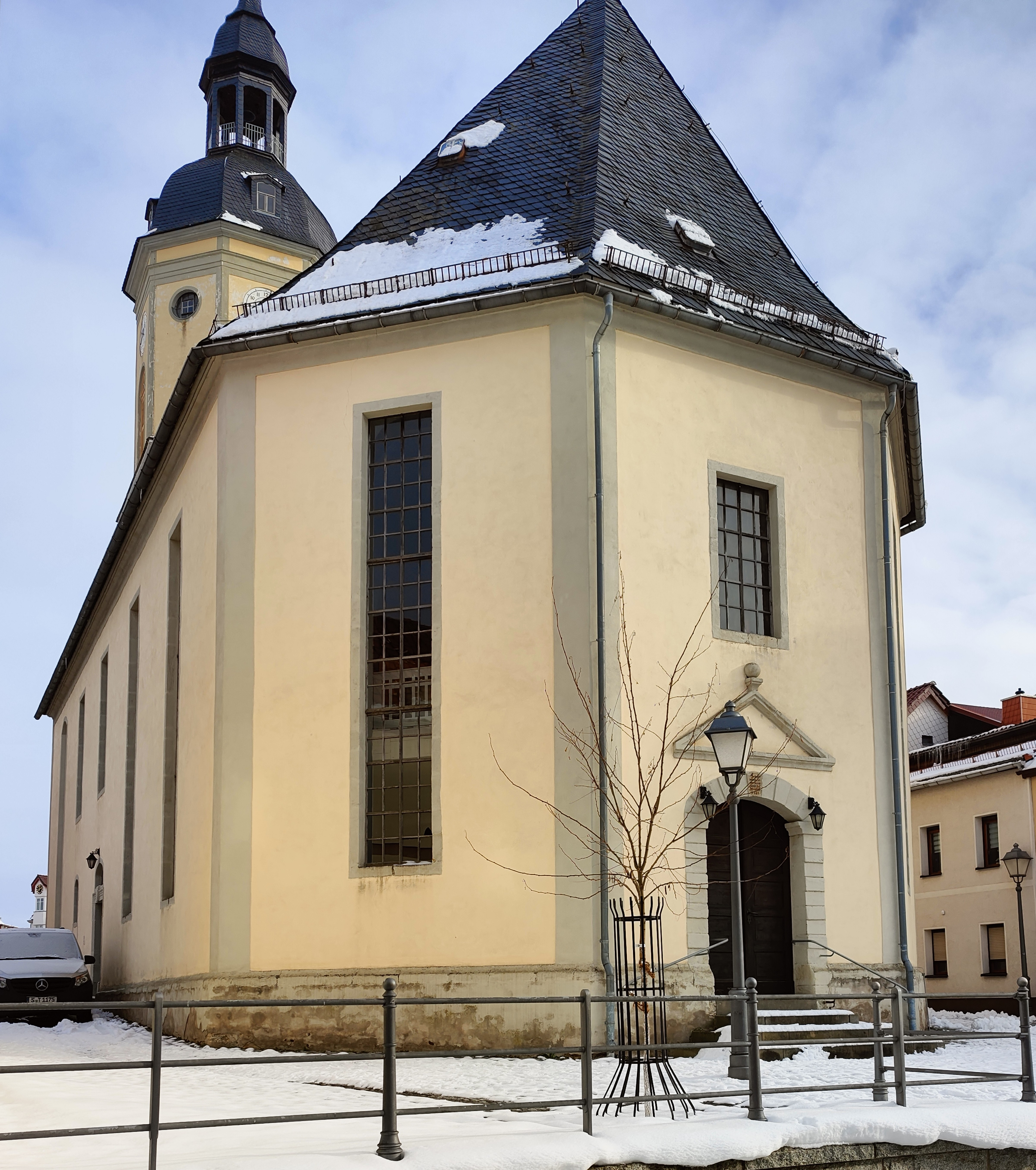
Die Kirche

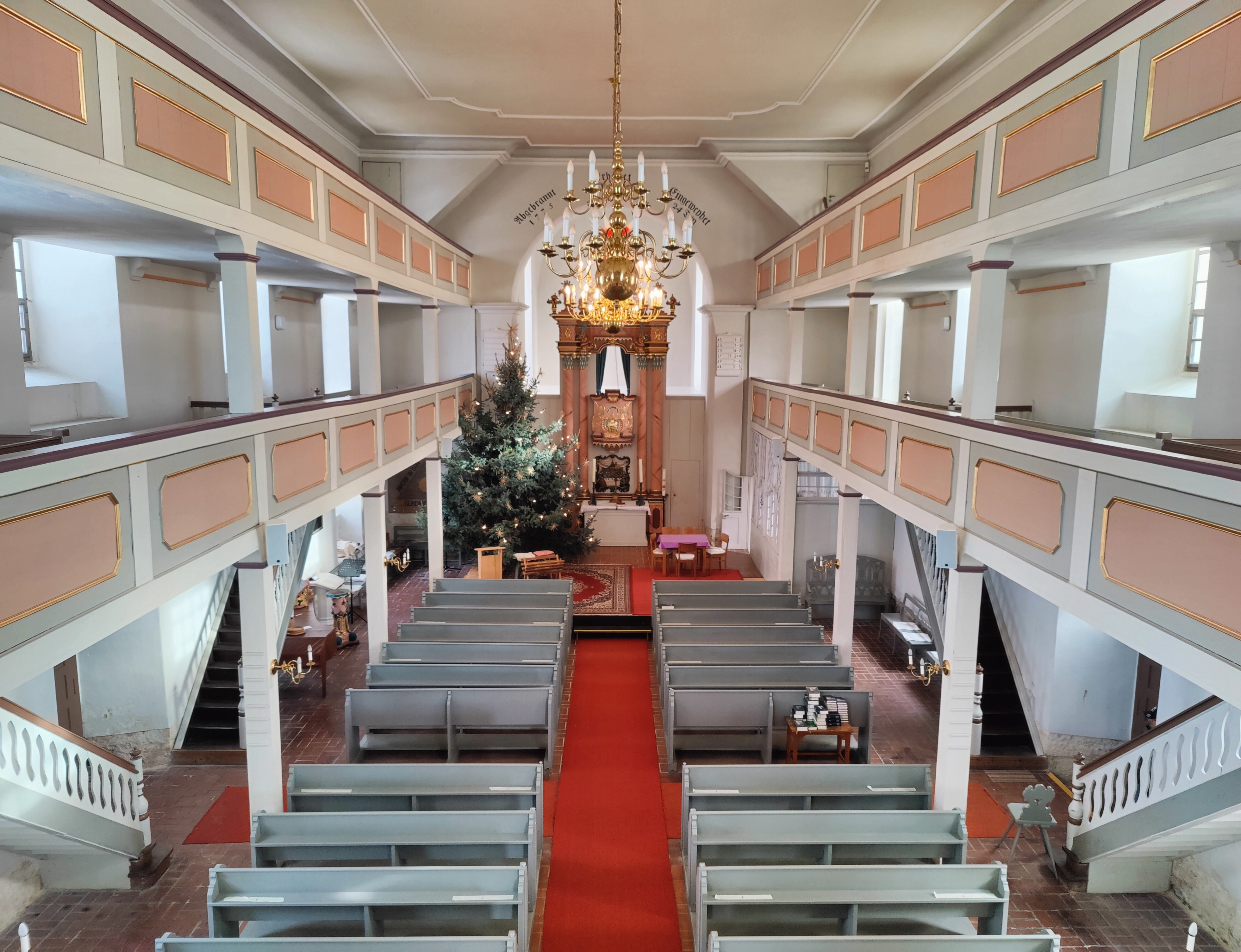
Innenraum (2023)

Die evangelische Stadtkirche St. Marien steht in der Kleinstadt Triptis im Saale-Orla-Kreis in Thüringen.

## Geschichte
Die erste Stadtkirche Triptis wurde im 12. oder 13. Jahrhundert auf einem vorchristlichen Kultplatz an gleicher Stelle wie das aktuelle Gebäude erbaut. 1540 brannten nicht nur große Teile der Stadt, sondern auch die Kirche nieder. 1775 ereilte den Bau dasselbe Schicksal, nur ein spätgotisches Sakramentshäuschen trotzte den Flammen, welches dann beim Neubau zugemauert wurde. Der Bau des aktuellen Kirchengebäudes fand zwischen 1781 und 1784 statt, dabei wurden alte Mauerreste weiterverwendet. Der neue Kirchturm erhielt eine sogenannte „verlorene Spitze“. Erst 1827 wurde er vollendet. Die Orgel wurde 1785 von Johann Gottlieb Trampeli erbaut. Sie verfügt über 29 Register auf zwei Manualen und Pedal. Eine Restaurierung erfolgte in Bauabschnitten 1992–1997 und 2011.
Ein Umbau war zum 100-jährigen Jubiläum fällig. Es folgte ein Kanzelneubau. Einzelheiten dazu können der angegebenen Literatur entnommen werden.
Im Jahr 1986 wurde renoviert und erneut umgebaut. Die Farbgebung des Altarraums entsprach der von 1784. Das Gotteshaus erhielt eine elektrische Fußbodenheizung. Ostersonntag 1993 weihte der Landesbischof Roland Hoffmann das Gotteshaus wieder ein.